# Elena Paredes Suris
Elena Paredes Suris (Rosario, 1912 - Barcelona, 2006) va ser una pintora catalana d'origen argentí. Va estudiar a la Llotja de Barcelona i participà en diversos Salons de Maig. El 1965 va guanyar el Premi Internacional de Dibuix Joan Miró, referent anual del dibuix d'avantguarda. Va tenir un estudi a Cadaqués i va exposar a Barcelona, Madrid o València, entre d'altres. Destacà per un estil expressionista, que utilitzà per expressar sentiments com l'angoixa i opressió.
La seva obra es troba al MACE-Museu d'Art Contemporani d'Eivissa, Museu de Cadaqués, Instituto Aragonés de Arte y Cultura Contemporáneos (IAACC) Pablo Serrano i al Museu de Vilafamés.